# Ойстрах Ігор Давидович

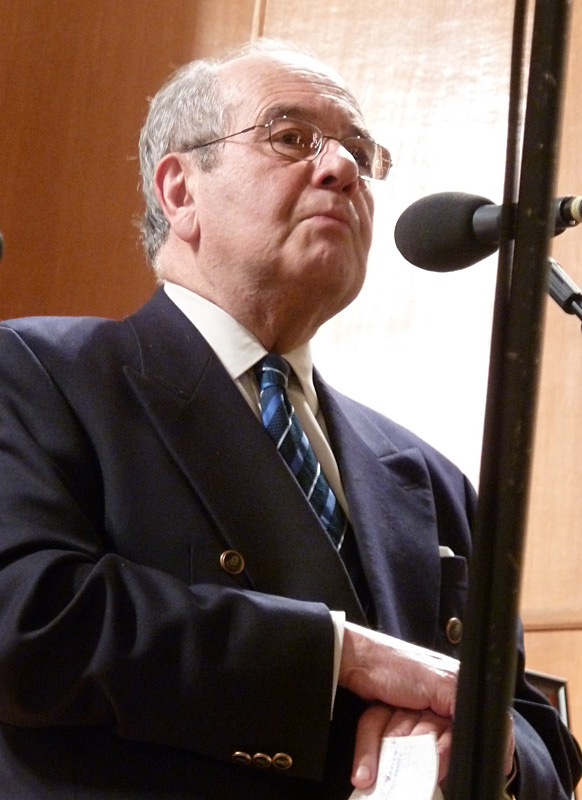
Ігор Ойстрах на міжнародному конкурсі скрипалів імені Давида Ойстраха. 2010 рік

Ігор Давидович Ойстрах (рос. И́горь Дави́дович О́йстрах; 27 квітня 1931, Одеса — 14 серпня 2021, Москва) — радянський скрипаль. Син Давида Ойстраха.

## Біографія
Вчився у свого батька, спочатку в ЦМШ і в Московській консерваторії, яку закінчив в 1955 році.
Будучи студентом, здобув перемоги на конкурсах в Будапешті (1949) і Познані (Конкурс Венявського, 1952).
Після закінчення аспірантури, у (1958) році був прийнятий в штат Московської консерваторії, з цього ж року — соліст Московської філармонії.
З 1996 року викладав в Брюссельській консерваторії.
Творчий почерк І. Ойстраха характеризується інтелектуальним, розважливим підходом до виконання, реалістичністю інтерпретацій. Виступав в дуеті зі своїм батьком, а також з оркестром під його керуванням.
Серед його записів — Другий скрипковий концерт Бартока, сонати Й. С. Баха для скрипки і клавесина (разом з дружиною Наталею Зерцаловою), поема Свєтланова пам'яті Д. Ойстраха.
Помер 14 серпня 2021 року в м. Москві (РФ) після тривалої хвороби. Був кремований та похований на Новодівочому цвинтарі біля батька.

## Звання та нагороди
- Заслужений артист РРФСР (1968).
- Народний артист РРФСР (1978)[6].
- Народний артист СРСР (1989).